# Valeri Pochivalin
Valeri Eduardovich Pochivalin (tiếng Nga: Валерий Эдуардович Почивалин; sinh ngày 11 tháng 4 năm 1992) là một hậu vệ bóng đá người Nga. Anh thi đấu cho F.K. Baltika Kaliningrad.

## Sự nghiệp câu lạc bộ
Anh có màn ra mắt tại Russian Second Division cho FC Zvezda Ryazan vào ngày 31 tháng 7 năm 2012 trong trận đấu với FC Metallurg Lipetsk.